# 丸田頼一
丸田 頼一（まるた よりかず、1938年2月4日 - 2020年6月21日）は、日本の造園学者。位階は従四位。
千葉大学名誉教授。代表的業績に、都市空間の熱環境評価・対策技術の開発がある。

## 来歴
大分県生まれで、長野県長野市育ち。
1964年に、ルイジアナ州立大学大学院修士課程を修了する
。翌年に東京大学大学院生物系研究科修士課程を、1969年に東京大学大学院農学系研究科博士課程をそれぞれ修了し、農学博士号を取得した。
1969年より日本大学農獣医学部講師となり、1972年に助教授に昇進する。1978年に千葉大学園芸学部に転じ、1988年に教授に就任した。
1997年に環境情報科学センター理事長、2000年に千葉大学評議員となる。2003年に千葉大学を退官し名誉教授となった。
日本公園緑地協会会長を2010年頃に務めていた。
2020年6月21日、死去。82歳没。死没日をもって、従四位叙位、瑞宝小綬章追贈。

## 賞歴
- 1973年：日本都市計画学会賞（論文奨励賞）
- 1983年：日本造園学会賞（調査・計画部門）
- 1994年：日本公園緑地協会北村賞[7]
- 2007年：環境情報科学センター特別賞
- 2010年：日本造園学会 上原敬二賞[8]
- 2017年：みどりの学術賞[9]

## 著書
- 『環境と開発』（訳著）環境情報科学センター、1976年
- 『米国における環境影響評価(環境アセスメント)制度の近況』公害対策協力財団、1977年
- 『都市緑地計画論』丸善、1984年
- 『リゾート開発計画論 地域形成とリゾートコンプレックス』ソフトサイエンス社、1989年
- 『都市緑化計画論』丸善、1994年
- 『環境と開発のデザイン 自然特性に着目した開発保全計画手法』（丸田頼一・建設省都市局都市計画課監修、環境と開発のデザイン研究会編）大成出版社、1997年
- 『環境緑化のすすめ』丸善、2001年
- 『ランドスケープ計画・設計論 = LANDSCAPE ARCHITECTURE』（編著）技報堂、2012年
- 『そうなんだ!!花や木の伝説と由来100エピソードでつづる植物百科（監修）
- 『環境都市計画事典』朝倉書店
- 『防災公園技術ハンドブック』
- 『アーバンエコシステム 自然と共生する都市』